# Ray William Johnson
Ray William Johnson, född 14 augusti 1981, är en komiker från Oklahoma City, USA. Han är mest känd för sina Youtube-videor, som han började lägga upp 2007. I januari 2016 hade han 10 711 787 prenumeranter på Youtube och hans videor hade haft 3 052 461 103 visningar. De flesta av hans videor ingår i programserien Equals Three där han tittar på och kommenterar tre virala videoklipp från Youtube.
År 2013 utökade han sin Youtubekanal med en podcast som han gjorde tillsammans med sin (dåvarande) flickvän Anna Akana. Lyssnarnas frågor låg till grund för debatterna, och podcasten utvecklades till att bli en betydande del av Youtubekanalens utbud. Till slut var varannan video som laddades upp på Johnsons kanal Equals Three och varannan podcasten.
Den 3 december 2011 stängdes hans kanal ner på grund av brott mot upphovsrättslagen. Youtube öppnade dock kontot igen några timmar senare.
Den 5 januari 2014 meddelade Johnson i "Runaway Thoughts Podcast #51" att "Equals Three" (=3) skulle läggas ner senare under året. Den 1 mars samma år lade Johnson upp en avskedsvideo på sin kanal, där han förklarade att han efter påtryckningar bestämt sig för att låta serien Equals Three fortsätta, dock med en ny programledare.

## Bakgrund
Medan Johnson studerade på Columbia University blev han intresserad av att se på videor på Youtube, och började göra egna videor. Han lade märke till att de flesta på Youtube ville se sina favoritbloggare samt virala videor. Han kombinerade de båda stilarna vilket ledde till Equals Three.

## Your Favorite Martian
Your Favorite Martian var en kanal skapad av Johnson den 30 november 2006, och den 26 januari 2011 började han lägga upp videor. Kanalen är nedlagd och uppdateras inte. På kanalen finns komiska sånger med tecknade musikvideor, skrivna av (och i de flesta fall med sång av) Johnson. Följande låtar lades upp på kanalen:
| Namn                          | Datum             | Längd |
| ----------------------------- | ----------------- | ----- |
| "My Balls"                    | 26 januari 2011   | 3:13  |
| "Zombie Love Song"            | 9 februari 2011   | 3:59  |
| "Bottles of Beer"             | 23 februari 2011  | 3:41  |
| "Club Villain"                | 9 mars 2011       | 4:12  |
| "The Stereotypes Song"        | 23 mars 2011      | 4:26  |
| "Smithers Love Song"          | 6 april 2011      | 3:55  |
| "Orphan Tears (featuring Wax) | 20 april 2011     | 3:36  |
| "Mr. DoucheBag"               | 4 maj 2011        | 3:55  |
| "Bitch got a penis"           | 18 maj 2011       | 3:25  |
| "Grandma Got a Facebook       | 1 juni 2011       | 3:33  |
| "Tig Ol' Bitties"             | 15 juni 2011      | 3:52  |
| "Fight to win"                | 29 juni 2011      | 3:51  |
| "[Stalkin' Your Mom]"         | 13 juli 2011      | 3:13  |
| "Robot bar fight"             | 15 juni 2011      | 3:12  |
| "8-BIT WORLD"                 | 10 augusti 2011   | 3:30  |
| "Puppet break-up              | 14 september 2011 | 3:23  |
| "Whip yo kids"                | 28 september 2011 | 3:29  |
| "Booty store"                 | 12 oktober 2011   | 4:23  |
| "Nerd rage!!!"                | 26 oktober 2011   | 4:00  |
| "Epileptic techno"            | 9 november 2011   | 3:38  |
| "Dookie fresh"                | 23 november 2011  | 4:08  |
| "Santa hates poor kids"       | 7 december 2011   | 3:55  |
| "Shitty G"                    | 21 december 2011  | 3:51  |
| "Friend zone"                 | 4 januari 2012    | 3:33  |
| "She looks like sex"          | 18 januari 2012   | 3:26  |
| "We like them girls"          | 1 februari 2012   | 3:44  |
| "Alien"                       | 15 februari 2012  | 3:50  |
| "White boy wasted"            | 29 februari 2012  | 4:05  |
| "Complicated"                 | 14 mars 2012      | 3:51  |
| "Take over the world"         | 28 mars 2012      | 3:44  |
| "Text me back"                | 11 april 2012     | 3:41  |
| "Jupiter"                     | 25 april 2012     | 3:53  |
| "Just a friend"               | 9 maj 2012        | 3:47  |
| "Somebody that I used to know | 23 maj 2012       | 3:53  |
| "Fight for your right"        | 6 juni 2012       | 3:33  |
| "Love the way you lie"        | 21 juni 2012      | 4:21  |